# No Walls
No Walls — американская хард-рок-группа из Атланты, штат Джорджия, образованная в 1988 году. В её состав входили вокалист и гитарист Уильям Дюваль, бас-гитарист Хэнк Шрой и барабанщик Мэттью Коули. В 1992 году группа записала одноимённый альбом в студии Electric Lady Studios под руководством Вернона Рида, который вышел на лейбле Full Moon Records.

## История
Группа была создана в 1988 году Уильямом Дювалем после того, как развалился его предыдущий проект The Final Offering. В состав нового коллектива, получившего название No Walls, вошли Хэнк Шрой и Мэтью Коули, а Дюваль помимо игры на гитаре впервые взяв на себя обязанности вокалиста.
Дюваль описывал свой новый проект следующим образом:
В этот период (1988—1992 годы) я рассматривал No Walls как поп-группу. Я думал, что множество людей просто ждут группу, которая сможет объединить Хендрикса, Джони Митчелла, Sonic Youth, Орнетт Коулман, Нусрат Фатех Али Хана, The Beatles и многих других, и продвинуть рок-музыку вперёд
Мне казалось совершенно очевидным, что именно так культура должна развиваться — рок, джаз, популярная и этническая музыка сольются воедино, чтобы сформировать один поистине универсальный язык. No Walls было воплощением всего, о чём я мечтал с того момента, как впервые увлёкся музыкой.
Интерес к No Walls возник после того, как Дюваль передал их демозапись Вернону Риду после одного из выступлений. Дэвид Фрике из журнала Rolling Stone описал их концерты как «блестящее столкновение мускулистой панк-атаки, угловато-джазовых манёвров и запоминающихся композиций в стиле арт-поп». В то же время, их первый и единственный альбом, получивший название No Walls и выпущенный в 1992 году, был встречен без особого энтузиазма, что в конечном счёте и привело к распаду группы.
После распада No Walls Уильям Дюваль основал группу Madfly, которая через несколько лет была преобразована в рок-коллектив Comes with the Fall. Эти группы выпустили несколько альбомов, не пользовавшихся, впрочем, особой популярностью. Известность к самому Дювалю и Comes With the Fall пришла после знакомства с гитаристом Alice in Chains Джерри Кантреллом и совместного турне в 2001—2002 годах. Позже Дюваль принял приглашение Кантрелла и стал полноценным участником Alice in Chains вместо вокалиста Лэйна Стейли, умершего в 2002 году после длительной борьбы с наркозависимостью. В 2009 году Alice in Chains выпустили Black Gives Way to Blue, первый альбом после длительного перерыва, а Уильям Дюваль поблагодарил Хэнка Шроя и Мэтью Коули в аннотации к альбому.

## Дискография
- No Walls (1992)